# Дегтярная улица (Одесса)
Дегтя́рная улица — улица в исторической части Одессы, от Успенской улицы до Лютеранского переулка. Улица является одной из границ площади Льва Толстого.

## История
Указывалась на планах города с 1818 года (как Дегтярный ряд). Улица с 1828 года.
В Советские времена улица несколько раз меняла названия: с 1927 по 1941 год улица Мендель Мойхер-Сфорим (еврейский писатель, который жил и работал на этой улице в школе Талмуд-Тора). В 1955—1965 — улица Вышинского в честь Министра иностранных дел СССР, Прокурора СССР и РСФСР, уроженца Одессы А. Я. Вышинского, в 1965—1994 — улица Советской Милиции.
С 1994 года — Дегтярная.
В музыкальной школе № 2 (д. 7) учился в будущем известный советский композитор Модест Табачников (1913—1977).

## Известные жители
Жил Леонид Утёсов (д. 10).